# Nechos kanal
Nechos kanal eller Faraos kanal är en föregångare till Suezkanalen och började byggas under Farao Nechos tid, cirka 610 – 600 f.Kr. Kanalen färdigställdes cirka 500 f.Kr. och stängdes 767 e.Kr.

## Läge och konstruktion
Kanalen följde en uttorkad flodbädd, Wadi Tumilat från Nilens delta och österut till Bittersjöarna. Dessa sjöar var i forntiden en bukt av Röda havet. Tumilat börjar vid den gamla staden Sopdu och sträcker sig 55 kilometer österut till stora Bittersjön. Kanalen började byggas på farao Nechos tid och färdigställdes av perserkungen Darius 100 år senare.

## Användning av kanalen
Kanalen var så bred att två triremer kunde mötas. Men den måste underhållas för att inte slammas igen av sandstormar. Kanalen reparerades under Ptolemeiska dynastin (305 f.Kr. till 30 f.Kr.) tid, vilket också skedde då 
Trajanus (98 e.Kr. till 117 e.Kr. var kejsare. Därefter slammades kanalen igen, men öppnades efter Amr ibn al-As erövring av Egypten 642. Nechos kanal stängde för gott år 767.

## Antika källor
- En minnessten över perserkungen Darius (559 – 486 f.Kr.) upptäcktes vid Suez år 1866.[2]
- Herodotos gjorde många resor och skrev verket Historia.
- Strabon hade rest uppför Nilen år 24 f.Kr. och skrev Geographica.
- Plinius den äldre, naturfilosof, skrev Naturalis Historia.